# Плавні приголосні
Плавні приголосні — сонорні приголосні типу /l/ або /r/ у функції найбільш звучної частини складу. Цей термін близький до поняття апроксимантів, але до плавних також відносять також р-подібні звуки, що не є апроксимантами. В українській мові плавними фонемами є /r/ («р»), /rʲ/ (тільки перед голосними, у сполученнях «ря», «рю», «рє»), /l/ («л») і /lʲ/ («ль»).

## Складотворчі плавні
У деяких мовах плавні приголосні можуть бути складотворчими, тобто утворювати склад без голосних.
Слов'янські мови
У праслов'янській мові відновлюють складотворчі плавні *l̥ і *r̥, що були присутні в таких словах, як *gъr̥dlo («горло»), *svьr̥dьlo («свердло»), *vьl̥kъ («вовк»), *vьl̥na («вовна»), *vьr̥xъ («верх»), *sъl̥nьce («Сонце») та деяких інших. Виникнення складотворчих плавних пов'язане зі зміною давніх дифтонгічних сполучень, що закінчувалися на звичайні плавні. Цей процес був наслідком дії закону відкритого складу. В інших індоєвропейських мовах складотворчому плавному відповідає сполучення голосного зі звичайним [l] або [r] (прасл. *vьr̥xъ — лит. viršus, прасл. *vьl̥kъ — лит. vilkas, прасл. *vьl̥na — латис. vilnis).
Зі сучасних слов'янських ці приголосні збереглися лише в південнослов'янських (за винятком болгарської), а також у чеській і словацькій. У давньоболгарській складотворчі плавні існували, вони засвідчені в пам'ятках староцерковнослов'янської мови у формі сполучень літер л, р зі знаками для редукованих ь, ъ (староцерк.-слов. врьхъ, влькъ, вльна, зрьно, слъньце). У східнослов'янських мовах складотворчі плавні не збереглися, бувши замінені сполученнями звичайних плавних (або губних) з голосними.
У тих слов'янських мовах, що мають складотворчі плавні, вони можуть мати двояке походження: від праслов'янських *l̥ і *r̥ або від звичайних плавних. Так, у чеськ. vlk, vlna, vrba, vrch, zrno, словац. vlk, slnko, vrch,  zrno, серб. вр̑х/vȓh, зр̏но/zȑno, словен. vȓh, zŕno складотворчі плавні приголосні сходять до прасл. *l̥, *r̥, а в чеськ. brva, krtek, slza, словац. krv, krtica, slza, серб. кр̑в/kȓv, кр̀тица/kr̀tica, словен. krt, obrva складотворчі утворилися пізніше зі звичайних плавних. У сербській і хорватській мовах складотворчий [l̥] (як праслов'янського, так і пізнішого походження) перейшов у [u] (ву̑к/vȗk, ву̏на/vȕna, су̏за/sȕza).